# وردن (اورگن)
وردن (به انگلیسی: Worden) یک منطقهٔ مسکونی در ایالات متحده آمریکا است که در اورگن واقع شده‌است. وردن ۱٬۲۶۳٫۱۱ متر بالاتر از سطح دریا واقع شده‌است.